# RENFE 121 sorozat
A RENFE 121 sorozat egy spanyol nagysebességű, (1Ao)(Ao1)(1Ao)(Ao1) (1Ao)(Ao1)(1Ao)(Ao1) tengelyelrendezésű villamosmotorvonat-sorozat. Az Alstom és a CAF gyártotta 2009-ben. A motorvonat egyaránt képes üzemelni az 1435 mm-es 25 kV 50 Hz AC áramrendszerű normál nyomtávolságú és az 1668 mm-es 3 kV DC áramrendszerű széles nyomtávú pályákon. Maximális sebessége 220–250 km/h, nyomtávtól függően. A vonatokat felszerelték ASFA, LZB, és ERTMS vonatbefolyásoló rendszerekkel is.